# Unisław Śląski (przystanek kolejowy)
Unisław Śląski − kolejowy przystanek osobowy na żądanie w Unisławiu Śląskim, w Polsce, w województwie dolnośląskim, w powiecie wałbrzyskim. 
W okresie letnim przystanek jest obsługiwany przez sezonowe połączenie Kolei Dolnośląskich D28 relacji Wrocław Główny - Wałbrzych - Meziměstí - Adršpach.
Od 13 grudnia 2020 roku funkcjonuje jako przystanek na żądanie.

## Ruch pasażerski
| Rok  | Wymiana pasażerska na dobę |
| ---- | -------------------------- |
| 2017 | –                          |
| 2022 | 0-9                        |